# Onthophagus sericeicollis
Onthophagus sericeicollis là một loài bọ cánh cứng trong họ Bọ hung (Scarabaeidae).